# Kjell Magne Bondevik
Kjell Magne Bondevik, né le 3 septembre 1947 à Molde, est un homme d'État norvégien membre du Parti populaire chrétien (KrF) et actuellement envoyé humanitaire spécial du secrétaire général de l'ONU pour la corne de l'Afrique.

## Biographie

### Formation et carrière
À la fin de ses études secondaires, il décide de suivre des études supérieures de théologie dans le but de devenir pasteur. Il intègre alors la faculté libre de théologie (Det teologiske Menighetsfakultet), à Oslo, dont il ressort en 1975. Quatre ans plus tard, il est ordonné pasteur de l'Église évangélique et luthérienne de Norvège, mais il n'a jamais réellement exercé cette profession.

### Vie de famille
Il est le fils de Johannes Bondevik et de Margit Hæreid, et surtout le neveu de l'ancien ministre Kjell Bondevik, qui lui a transmis le goût de la politique. Il a épousé Bjørg Rasmussen, d'un an son aînée, en 1970 dans sa ville natale de Molde. Le couple a eu trois enfants : Bjørn, née en 1972, Hildegunn, arrivée dès l'année suivante, et enfin John Harald, venu au monde en 1976.

## Carrière politique

### Premières fonctions
Il adhère au Parti populaire chrétien (KrF) en 1965, devenant vice-président des Jeunes populaires chrétiens (KrFU) trois ans plus tard. En 1970, il en prend la présidence, puis est nommé secrétaire d'État au bureau du ministre d'État, Lars Korvald en octobre 1972. Sous sa direction, à laquelle il renonce en 1973, le KrFU se prononce pour le dépassement du clivage socialiste/non-socialiste, alors même que le parti s'était déclaré en tant que « non-socialiste » en 1963.
En 1973, il entre comme député au Storting, avant de se voir élu, en 1975, vice-président du KrF dans un contexte de conflit à l'intérieur du parti, à propos des propositions faites peu avant par l'organisation de jeunesse.

### Ministre et chef des conservateurs
Il est porté, en 1983, à la présidence du Parti populaire chrétien lors d'un congrès au cours duquel la formation adoucit sa position concernant son refus de participer directement à un gouvernement dirigé par le Parti conservateur (H), alors au pouvoir, du fait de son soutien à la libéralisation de l'interruption volontaire de grossesse (IVG). Ce revirement lui permet d'accéder au pouvoir, en recevant le portefeuille des Affaires ecclésiastiques et de l'Éducation le 8 juin.
Le gouvernement de Kåre Willoch démissionne finalement le 9 mai 1986 au profit d'un gouvernement minoritaire dirigé par la travailliste Gro Harlem Brundtland, et Bondevik retourne alors au Storting, où il devient président du groupe des députés du KrF.

### Ministre des Affaires étrangères
À la suite de la victoire du centre droit aux législatives de 1989, il assure la formation d'une nouvelle coalition gouvernementale excluant les travaillistes, dirigée par le conservateur Jan Peder Syse et dans laquelle il est ministre des Affaires étrangères à partir du 16 octobre. Le Parti du centre (SP), en désaccord avec les deux autres partis sur la politique à mener vis-à-vis des organisations européennes, quitte la coalition le 3 novembre 1990 et provoque sa chute, là encore au profit des travaillistes. En tant que chef de la diplomatie, il avait fortement soutenu le traité assurant l'accès des pays de l'Association européenne de libre-échange (AELE) au marché communautaire.
Il retrouve alors les bancs de l'opposition, d'où il réorganise et rénove le Parti populaire chrétien (KrF) afin que celui-ci dépasse sa seule base religieuse et s'ouvre à d'autres groupes de la société norvégienne. Dans cette optique, il renonce à le diriger en 1995, au profit d'une jeune femme, Valgerd Svarstad Haugland.

### Premier mandat de ministre d'État
Lors des élections législatives du 15 septembre 1997, le KrF décroche 13,7 % des voix, en hausse de six points, et parvient à dépasser le Parti conservateur (H) tout en obtenant le même nombre de députés que le Parti du progrès (FrP). Profitant de la renonciation du travailliste Thorbjørn Jagland, Kjell Magne Bondevik forme une coalition gouvernementale avec le SP et le Parti libéral (V), disposant de 42 députés sur 165 mais soutenue par le H et le FrP, ce qui lui permet d'accéder au poste de ministre d'État le 17 octobre.
Le fait le plus marquant de son mandat se produit le 30 août 1998, lorsqu'il abandonne temporairement la direction du gouvernement à cause d'un passage dépressif. Il revient cependant le 23 septembre, en meilleure forme. Le 17 mars 2000, il perd un vote de confiance au Storting et cède le pouvoir au travailliste Jens Stoltenberg.

### De l'opposition au second mandat
Son retour dans l'opposition ne dure que quelques mois : aux législatives du 10 septembre 2001, son parti reçoit 12,4 % des voix, et le centre droit dans son ensemble en recueille 36,5 %. Bien que les conservateurs soient arrivés nettement en tête avec 21,2 % des suffrages, c'est lui qui est de nouveau chargé de diriger le gouvernement, dans le cadre d'une coalition minoritaire soutenue par le FrP, le 19 octobre. Il mène alors toute une série de réformes et profite d'une forte croissance économique.
Candidat à un troisième mandat dans le cadre des élections du 12 septembre 2005, son propre parti n'obtient que 6,8 % des voix, tandis que le FrP s'envole et que la coalition de centre gauche emmenée par le travailliste Jens Stoltenberg, remporte 88 députés sur 169, soit la première majorité absolue depuis près de trente ans. Il est officiellement remplacé le 17 octobre et quitte alors la vie politique.
Fait anecdotique : son prédécesseur et successeur à la tête du gouvernement n'est autre que l'un des fils de son prédécesseur et successeur au ministère des Affaires étrangères.

### Un engagement pour la paix
En 2006, il fonde le centre d'Oslo pour la paix et les droits de l'homme, et devient dans le même temps envoyé humanitaire spécial du secrétaire général de l'ONU dans la corne de l'Afrique. Il est en outre médiateur du conseil mondial des commissions ecclésiastiques pour les affaires internationales depuis 2007.